# Рядник покутський
Рядник покутський, арме́рія поку́тська (Armeria pocutica) — багаторічна, щільнодернинна рослина родини кермекових.

## Загальна біоморфологічна характеристика
Гемікриптофіт. Зовнішні листки широко лінійні, або ланцетно-лінійні, до основи звужені, 1,5–3,5 мм завширшки, з 3–5 жилками; внутрішні вузьколінійні, 0,5–1 мм завширшки, 3-жилкові. Усі листки більш-менш рівні за довжиною, видовжені (до 18 см), їхні краї розсіяно дрібно-війчасті, решта поверхні гола, верхівка тупа або гострувата. Стрілки 30–50 см заввишки, голі. Піхва під головкою частково охоплює її верхівку. Головка разом з віночками 2–3 см завширшки. Обгорткові листки темно-бурі або червонувато-темно-бурі, зовнішні на верхівці видовжено тупуваті або гострувато звужені, внутрішні мають округлу або всічено довгасту верхівку. Чашечка 6–7,8 мм завдовжки, 10-рядно (по ребрах) запущена, між ребрами гола, зубці широко-трикутні, різко стягнуті в довгуваті ості. Віночок блідо-рожевий. Цвіте в липні-серпні, плодоносить у серпні-вересні.

## Ареал виду
Ареал виду та його поширення в Україні: Східні Карпати: басейн р. Чорний Черемош; Мармарош (у Румунії).
В Україні зростає на луках лісового поясу, дуже рідко. Охороняється.